# Generaal Reek-huis
Het Generaal Reek-huis, ook wel het Värska-bezoekerscentrum genoemd (Estisch: Kindral Reeg maja/Värska külastuskeskus) is een museumwoning in de Estse plaats Värska. Het art-nouveau-huis was de woning van generaal Nikolai Reek en ligt aan het Örsavameer, waar hij in 1926 een militair kamp bouwde.
In 2019 vond een grondige renovatie van het huis plaats, die 1,3 miljoen euro kostte. Het huis werd gerestaureerd aan de hand van oude bouwtekeningen en foto's. Ook werd het museum uitgebreid. Het museum opende in 2020.
Naast een museumwoning fungeert het museum ook als streekmuseum, waarin de geschiedenis van Värska verder wordt belicht, met nadruk op het nabijgelegen militaire kamp en de geschiedenis van Värska als kuuroord. Het museum word beheert door de stichting Setomaa-musea.
Värska-boerderijmuseum · Generaal Reek-huis · Saatse-museum · Obinitsa-museum ·  Seto Tsäimaja